# Oleg Ivanovič Borisov
Oleg Ivanovič Borisov in russo Олег Иванович Борисов? (Ivanovo, 8 novembre 1929 – Mosca, 28 aprile 1994) è stato un attore russo.
Alla 47ª Mostra internazionale d'arte cinematografica di Venezia, svoltasi nel 1990, ha ricevuto la Coppa Volpi per la miglior interpretazione maschile nel film L'ultimo testimone.